# 핑크 레이디 (칵테일)

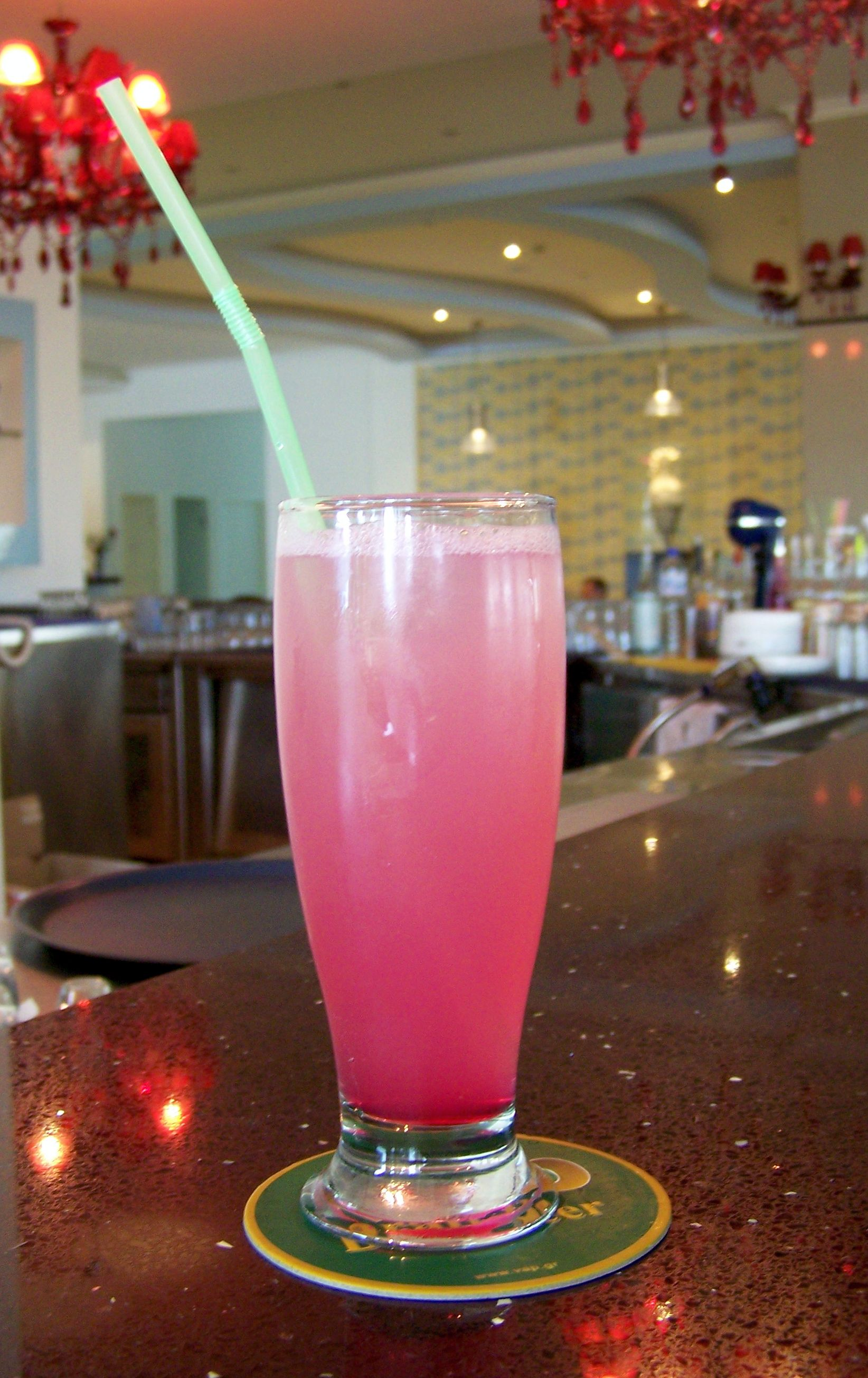
핑크 레이디

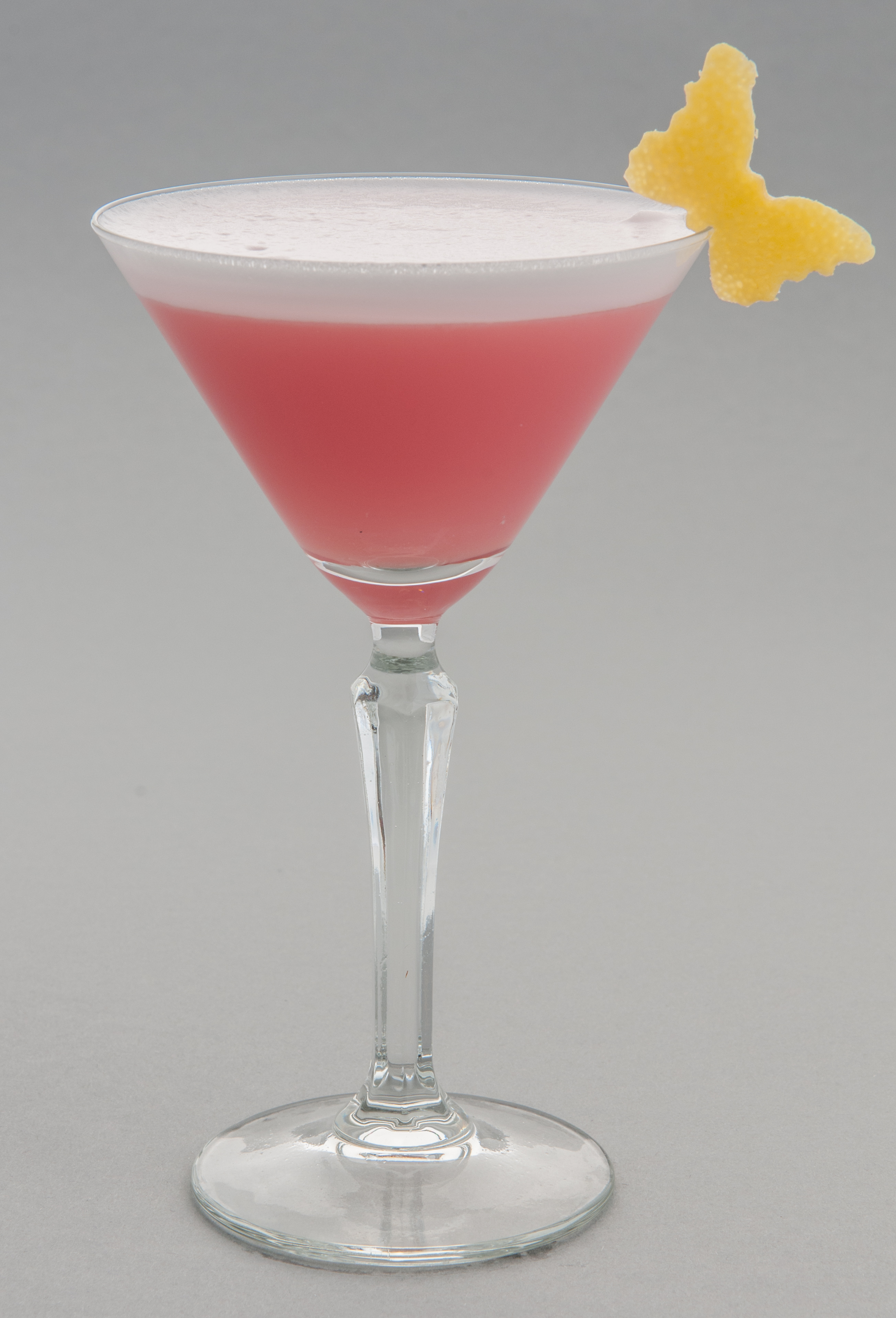
Pink Lady

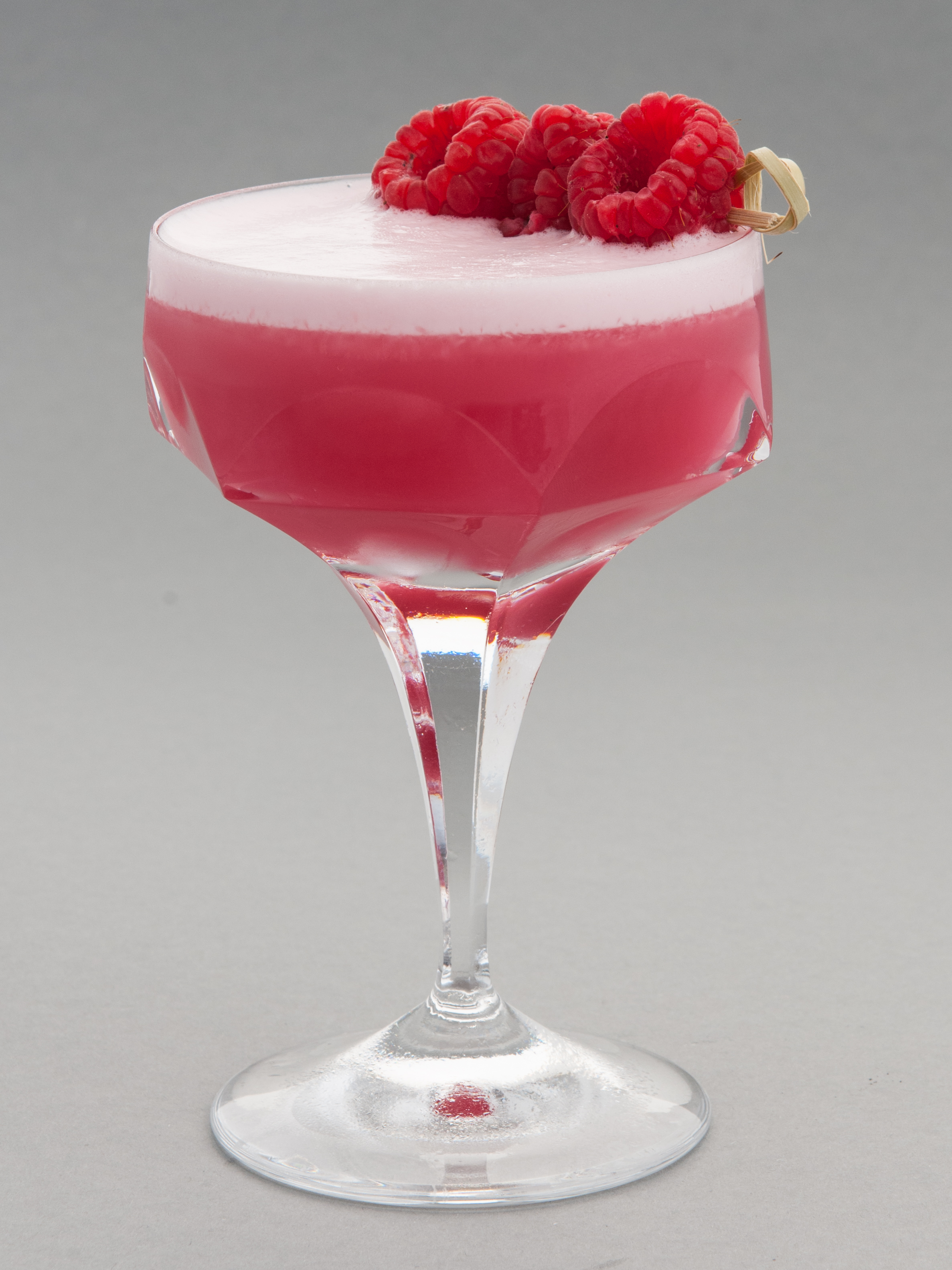
클러버 클럽

핑크 레이디(영어: pink lady)는 진을 기반으로 하는 칵테일이다. 1912년에 영국에서 상영되고 있던 동명의 무대를 기념한 것이 유래이다.

## 재료
- 1 1/2 온스 진
- 1 티스푼 그레나딘 시럽(grenadine syrup)
- 1 티스푼 흰 크림
- 계란 흰자 1개 분량

## 제조법 및 특이사항
재료를 모두 쉐이커에 넣고 섞는다. 계란은 잘 섞이지 않으므로 강하게 잘 섞어야 한다. 칵테일 글라스(Cocktail glass)에 넣고 장식하여 접대한다.
연한 분홍색이 시각적으로 효과가 좋다.

## 변형
럼 베이스를 선호하는 사람도 있다. 크림 대신에 우유를 써도 좋다.

## 유래
1912년에 영국에서 상연되고 있던 '핑크 레이디'라는 이름의 연극이 공연 되었다. 성공적으로 공연을 마친 후 열린 파티에서 연극의 여주인공이었던, 헤이즐 돈에게 바쳐진 칵테일이다.